# Dornier Do R

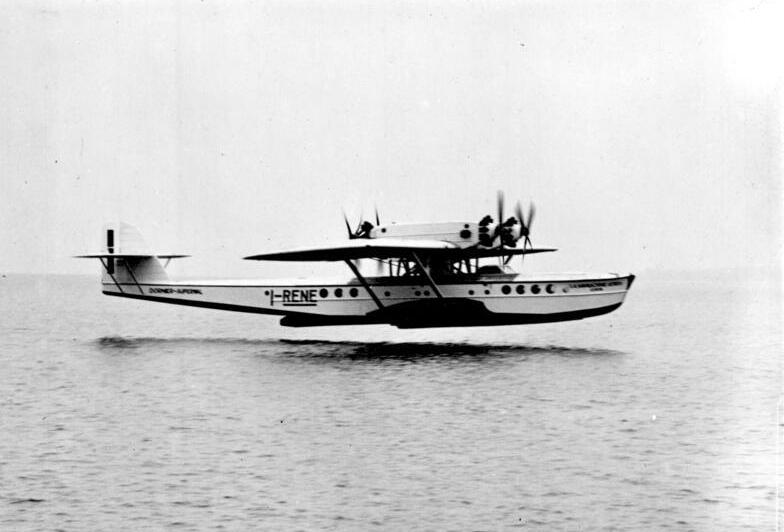

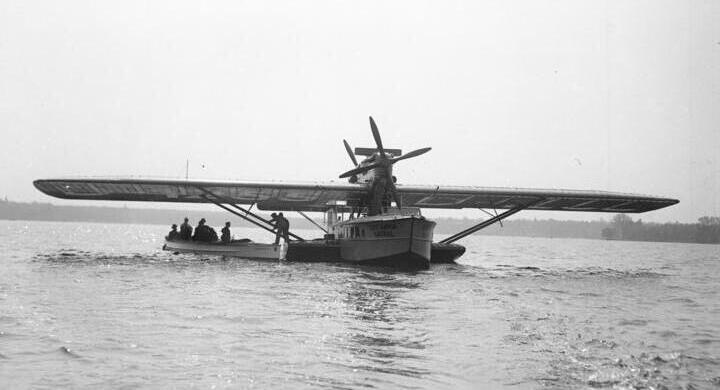
Модель з двома двигунами

Dornier Do R Superwal — німецький летючий човен, призначений для перевезення пасажирів. Всього випущено в 1920–30-х роках. 19 одиниць двох основних модифікацій. Є переробленим варіантом летючого човна Dornier Do J Wal із збільшеним і піднятим крилом і подовженим фюзеляжем. Усі примірники, крім перших трьох, мали по 4 двигуни замість 2-х у Do J.
Do R міг перевозити до 19 пасажирів на двох салонах — 11 в передньому і 8 у хвостовому.

## Технічні характеристики
- Екіпаж: 4
- Пасажири: 19
- Довжина: 24.60 м (80 фт 9 дм)
- Розмах крил: 28.60 м (93 фт 10 дм)
- Висота: 6.00 м (19 фт 8 дм)
- Площа крила: 137.0 м² (1,474 кв. фт)
- Маса порожнього: 9,850 кг (21,720 lb)
- Злітна маса: 14,000 кг (30,900 lb)
- Двигун: 4 × Siemens Bristol Jupiter VI, 360 кВт (480 лс) each
- Максимальна швидкість: 210 км/год (130 міль/год)
- Дальність польоту: 1,500 км (930 міль)
- Практична стеля: 1,500 м (4,900 фт)